# 相佐優斗
相佐 優斗（あいさ ゆうと、2000年〈平成12年〉6月22日 - ）は、日本の実業家・予備校講師・著作家（書籍・動画）。
オンライン英検指導専門塾・クラウドEnglish塾長。

## 人物
富山県出身。幼少期は、親の転勤でアメリカ・オハイオ州で６年間を過ごす。。
日本に帰国後、帰国子女として小学校では上位の成績をキープするが、中学受験には失敗。その挫折経験から中学校では上位の成績を維持し、富山県立富山中部高等学校に進学。高校２年生時には、全国大会である第5回KIU杯高校生英語スピーチコンテスト(九州国際大学主催)で審査員満票の優勝を果たす。 その一方で相佐は、アメリカでの教育との比較から、紋切り型の日本の教育方法に疑問を持ちながら生活していた。
2023年に早稲田大学社会科学部を卒業。大学進学後に、予備校講師として勤務する中で「日本の英語教育を本気で変えたい」という思いが再燃。
大学2年生時の2021年に中高生を対象としたオンライン英検指導専門塾・クラウドEnglishを孫辰洋らと創設した。
以降クラウドEnglish塾長として、小学生から大学生まで数多くの生徒の英検対策指導を行う。
2023年には初の著書である「3ヶ月で英検準１級をとる！」を幻冬舎から出版し、英語検定・受験参考書部門など10数部門でベストセラーとなる。